# Pirano
Em química, um pirano é um heterocíclico de anel de seis membros consistindo de cinco átomos de carbono e um átomo de oxigênio e contendo duas ligações duplas. A fórmula molecular é C5H6O. Existem dois isômeros de pirano que diferem pela localização das ligas duplas. Em 2H-pirano, o carbono saturado está na posição 2, enquanto no 4H-pirano, o carbono saturado está na posição 4.
Uma piranose é uma das formas que uma aldo-hexose assume, formando um anel hexagonal (com cinco carbonos e um oxigênio); o nome deriva do pirano.